# Blenniella bilitonensis
Blenniella bilitonensis és una espècie de peix de la família dels blènnids i de l'ordre dels perciformes.

## Morfologia
- Els mascles poden assolir 16 cm de longitud total.[1][2]

## Reproducció
És ovípar.

## Hàbitat
És un peix marí de clima tropical.

## Distribució geogràfica
Es troba des de les Illes Ryukyu fins al Territori del Nord (Austràlia).